# Kugel-Erlass
Der Kugel-Erlass vom März 1944 war ein Geheimbefehl mit der Weisung, aus deutschen Kriegsgefangenenlagern entwichene Offiziere sowie ranghöhere Unteroffiziere nach ihrer Ergreifung vom Sicherheitsdienst (SD) in das KZ Mauthausen zu überführen und sie dort „im Rahmen der Aktion Kugel“ erschießen zu lassen.
Eine Ausnahmeregelung galt für wiederergriffene Offiziere der britischen und amerikanischen Streitkräfte: Hierfür war vorher von Fall zu Fall eine Entscheidung beim „OKW/Chef Kriegsgef.“ einzuholen. Dieser Befehl verstieß gegen das Genfer Abkommen über die Behandlung der Kriegsgefangenen von 1929, das bei Flucht von Kriegsgefangenen lediglich disziplinarische Strafen vorsah.